# Quşçular
Quşçular är en ort i Azerbajdzjan.   Den ligger i distriktet Bərdə Rayonu, i den centrala delen av landet, 230 km väster om huvudstaden Baku. Quşçular ligger 57 meter över havet och antalet invånare är 749.
Terrängen runt Quşçular är platt. Runt Quşçular är det ganska tätbefolkat, med 129 invånare per kvadratkilometer.. Närmaste större samhälle är Barda, 6,4 km söder om Quşçular.
Runt Quşçular är det i huvudsak tätbebyggt.